# Shanghe
Der Kreis Shanghe (chinesisch 商河县, Pinyin Shānghé Xiàn) ist ein Kreis in der chinesischen Provinz Shandong. Er gehört zum Verwaltungsgebiet der Unterprovinzstadt Jinan. Seine Fläche beträgt 1.163 km² und die Einwohnerzahl 564.125 (Stand: Zensus 2010). Sein Hauptort ist das Straßenviertel Xushang (许商街道).